# ژان لاپوآری
ژان لاپوآری (فرانسوی: Jeanne Lapoirie‎) فیلم‌بردار اهل فرانسه است.
از فیلم‌هایی که وی از فیلمبرداران آنها بوده‌است، می‌توان از ۸ زن، دزدی‌ها، زیر شن، شاهزاده کوچک من، یک عشق ناممکن، گت: محاکمه ویوین امسالم و بندتا (۲۰۲۱) نام برد.